# Renato Gozzi
Renato Gozzi (Verona, 21 marzo 1915 – 28 febbraio 1999) è stato un politico italiano.

## Biografia
Gozzi è stato eletto con la Democrazia Cristiana alla Camera dei deputati alle elezioni politiche del 1953.
Fu sindaco di Grezzana dal 1946 al 1955, presidente della Provincia di Verona nel 1961 e sindaco di Verona dal 1965 al 1970 e dal 1975 al 1980.